# ردندرة كولومبية
ردندرة كولومبية (الاسم العلمي:Rhododendron columbianum) هي نوع من النباتات تتبع جنس الردندرة من الفصيلة الخلنجية.